# DAMS
Driot-Arnoux Motorsport (DAMS) — автогоночная команда из Франции, представленная во множественных моторных видах спорта. DAMS была создана в 1988 году Жан-Полем Дрио и бывшим пилотом Формулы-1 Рене Арну. Штаб-квартира находится рядом с Ле-Маном, в 2 км от Бугатти. На данный момент команда выступает в Формуле-2 и в Формуле-E.

## История
Спустя годы после создания, DAMS приняла участие в Формуле-3000. Они остались в Формуле-3000, до 2001 года и продолжают выступать в серии преемнице GP2. DAMS была одной из множества французских команд, которые входили в программу поддержки молодых пилотов Elf.
Кроме Формулы-3000, DAMS пыталась вступить в чемпионат мира Формула-1 в 1995, с шасси разработанным Reynard, но из-за отсутствия финансов перехода не получилось.
DAMS принимала участие в гонках спорткаров с 1997 по 2002, где помогала в съёмках фильма Мишель Вальян: Жажда скорости, в то же время команда принимала участие в 24 часах Ле-Мана.
Жан-Поль Дрио, основатель команды, умер 4 августа 2019 года в возрасте 68 лет. Его сыновья Грегори и Оливье продолжили управлять командой.
17 февраля 2022 года было объявлено, что бывший пилот Формулы-1 Шарль Пик стал новым владельцем команды.

## GP2/Формула-2 и Формула-3000

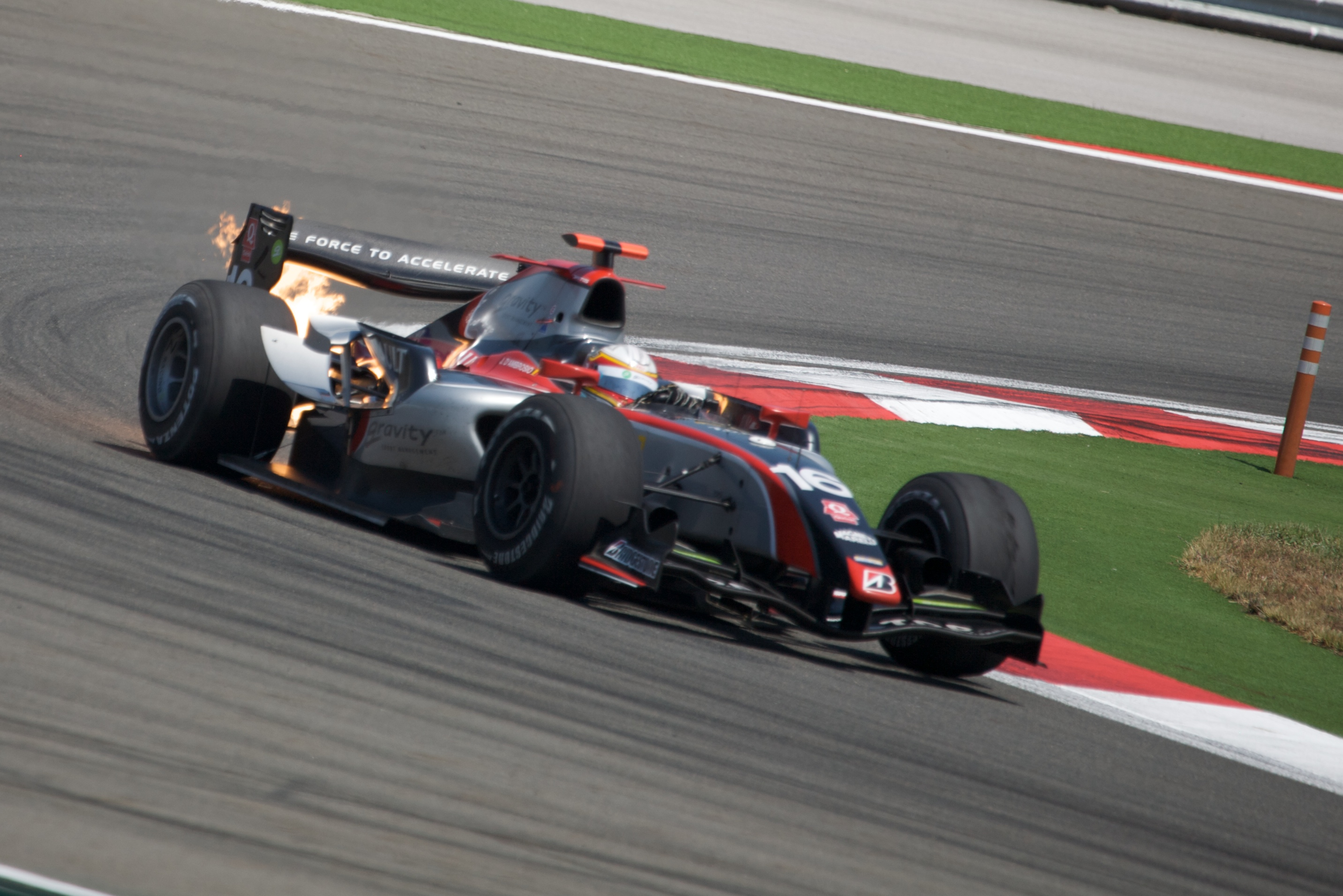
Жером Д’Амброзио за рулём DAMS на этапе в Турции в Сезоне 2009 GP2.

Сначала команда начала с международного чемпионата FIA Формула-3000 где выиграла титулы в 1990 с Эриком Кома, 1992 с Оливье Панисом и 1994 с Жан-Кристоф Буйоном.
За 13 лет с 1989 по 2001 DAMS выиграла четыре титула в командном зачёте, 3 титула в личном зачёте, 21 победу, 19 поул-позиций и 19 быстрых кругов, что сделало DAMS одной из самых успешных команд Формулы-3000 наряду с Super Nova Racing и Arden International.
Команда выступает в серии GP2 с дебютного сезона в 2005,, где выигрывала гонки вместе с Хосе Мария Лопесом, Николя Лапьером и Камуи Кобаяси.
Начиная с 2006 года по 2009 год DAMS связана с программой поддержки молодых пилотов Toyota для участия её пилот в GP2. В 2006 это был Франк Перера, затем Кадзуки Накадзима в 2007, который закончил чемпионат на пятом месте и перешёл в том же году в легендарную команду Формулы-1 Williams. В 2008 пилот поддержки Toyota Камуи Кобаяси заменил Накадзиму в DAMS и стал пилотом Toyota Racing.
В 2008 году Камуи Кобаяcи заменил Накадзиму в DAMS в GP2 и стал тест-пилотом Toyota Racing. Кобаяси остался в 2009 году, и его партнером был Жером д’Амброзио. В течение этих двух сезонов пилоты не показывали каких-то выдающихся результатов в основном чемпионате, однако Кобаяси вместе с командой выиграл GP2 Asia в сезоне 2008/09.
Д’Амброзио остался в команде на 2010 год и был в паре с Туном Хопинь, который заменил перешедшего в Формулу-1 Кобаяси. В рамках соглашения с командой Формулы-1 Рено оба пилота стали тест-пилотами. Д’Амброзио выиграл спринтерскую гонку в Монако, однако команда заменила его на один этап на Ромена Грожана. Позже Грожан получил возможность перейти в команду на постоянной основе, после того, как Тун Хопинь получил перелом позвонка в результате несчастного случая на гонке. Д’Амброзио, Грожан и Тун Хопинь заняли 12-е, 14-е и 28-е места соответственно в зачёте пилотов, а DAMS заняла шестое место в командном чемпионате.
Грожан остался в команде на 2011 год, а норвежский новичок Пол Вархауг заменил Д’Амброзио, перешедшего в Формулу-1 в команду Virgin Racing. Грожан доминировал в этом году, выиграв Азиатский чемпионат и основную серию. Команда также выиграла титул в GP2 Asia, однако из-за того, что Вархауг не смог набрать очки в основной серии, DAMS проиграла командный титул команде Addax.
В 2012 году Грожан перешел в команду Формулы-1 Lotus (ранее Renault), а Вархауг перешел в Auto GP, и их заменили ветеран серии Давиде Вальсекки и действующий чемпион британской Формулы-3 Фелипе Наср. Вальсекки в течение сезона одержал четыре победы и выиграл чемпионат, а Наср четыре раза поднялся на подиум и финишировал десятым в чемпионате. Вальсекки и Наср набрали достаточно очков, чтобы впервые в истории команды выиграть командный титул GP2.
В 2013 году за команду выступали Маркус Эрикссон и Стефан Рикельми. Они заняли шестое и восьмое места в личном зачете соответственно, команда заняла четвертое место в командном зачете.
В 2014 году вместо Маркуса Эрикссона выступал Джолион Палмер. Джолион Палмер стал чемпионом, а DAMS взяла командный титул.
DAMS начала сезон 2015 года с участником Red Bull Junior Team Пьером Гасли и чемпионом GP3 2014 года Алексом Линном в составе. Линн одержал две победы и занял шестое место, Гасли — четыре раз поднялся на подиум и занял восьмое место в личном зачете. Команда заняла третье место в чемпионате.
В 2016 году Гасли сменил команду, его заменил Николас Латифи. Алекс Линн в сезоне одержал три победы и занял шестое место в личном зачете, Латифи — один раз поднялся на подиум и занял 16-е место. Команда заняла четвертое место в командном зачете.

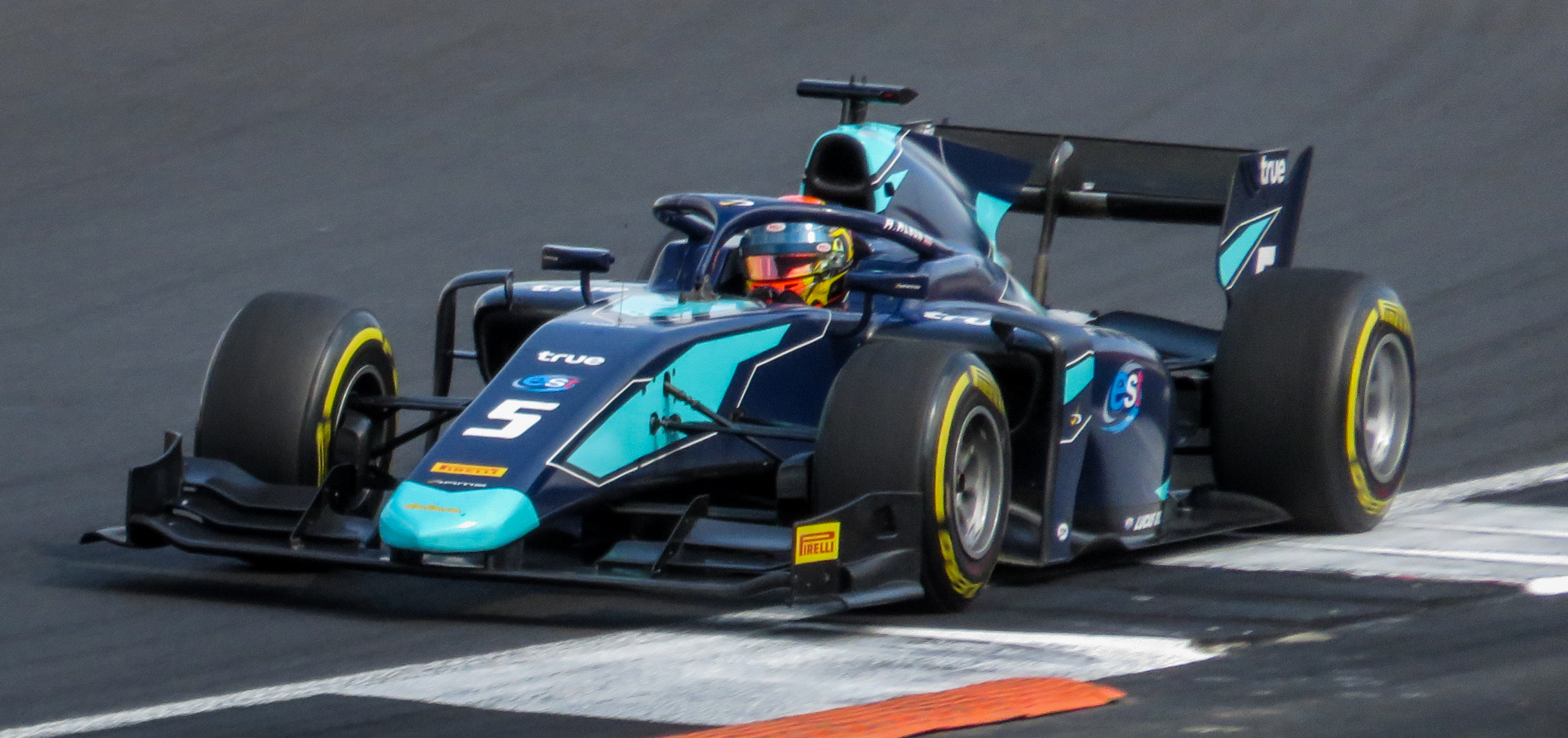
Александр Албон за рулем Dallara F2 2018

В 2017 году команда осталась выступать в чемпионате, после его переименования из GP2 в Формулу-2. Алекс Линн покинул команду, его заменил Оливер Роуленд. В течение сезона Оливер Роуленд одержал три победы и занял третье место в личном зачёте, Латифи — одну победу и пятое место. Команды заняла третье место в командном зачете.
В 2018 году за команду выступали Николас Латифи и Александр Албон. Команда заняла третье место, её пилоты одержали пять побед (четыре у Албона и одна у Латифи).
В 2019 году четвертый сезон подряд вновь провел Николас Латифи, вместо Албона за команду выступал Сержиу Сетте Камара. Благодаря выступлениям пилотов команда выиграла командный титул, её пилоты одержал шесть побед (четыре в Латифи и две у Камары). Латифи занял второе место в чемпионате, Камара — четвертое.
В сезон 2020 года за команду выступали Шон Гелаэль и Дэн Тиктум. На этапе в Испании Шон Гелаэль получил травму позвоночника и наследующих четырех этапах его заменял Юри Випс, участник Red Bull Junior Team. Шон вернулся в команду на последние два этапа. Дэн Тиктум в течение сезона одержал одну победу. Команда заняла восьмое место в чемпионате.
В 2021 году за команду выступают Маркус Армстронг, участник Академии Ferrari, и тест-пилот команды Формулы-1 Williams Рой Ниссани. Армстронг одержал одну победу за сезон. Команда заняла восьмое место по итогам сезона.

## А1 Гран-при и Формула-Рено
В сезонах 2003 и 2004 DAMS принимала участие в Формуле-Рено V6 Еврокубок, где выиграл её аргентинский пилот Хосе Мария Лопес. В 2005 команда приняла участие в Мировой серии Рено. В 2005 когда DAMS пришла в GP2, она также в А1 Гран-при обслуживал три команды.
Дрио один из владельцев команды Франции. DAMS также занималась командами Швейцарии, Мексики и позднее ЮАР в чемпионате А1 Гран-при. С командой Франции DAMS стала первым победителем серии, выиграв 13 из 22 гонок входивших в сезон 2005-06.
Команда DAMS присоединилась к чемпионату Формула-Рено 3.5 в 2012 году и провела в ней четыре сезона. В 2013 и в 2014 годах она выиграла чемпионат, а ее пилот Кевин Магнуссен и Карлос Сайнс-младший стали чемпионами в 2013 и в 2014 годах. Команда покинула серию в 2016 году ради участия в чемпионате GP3.

## Формула-E

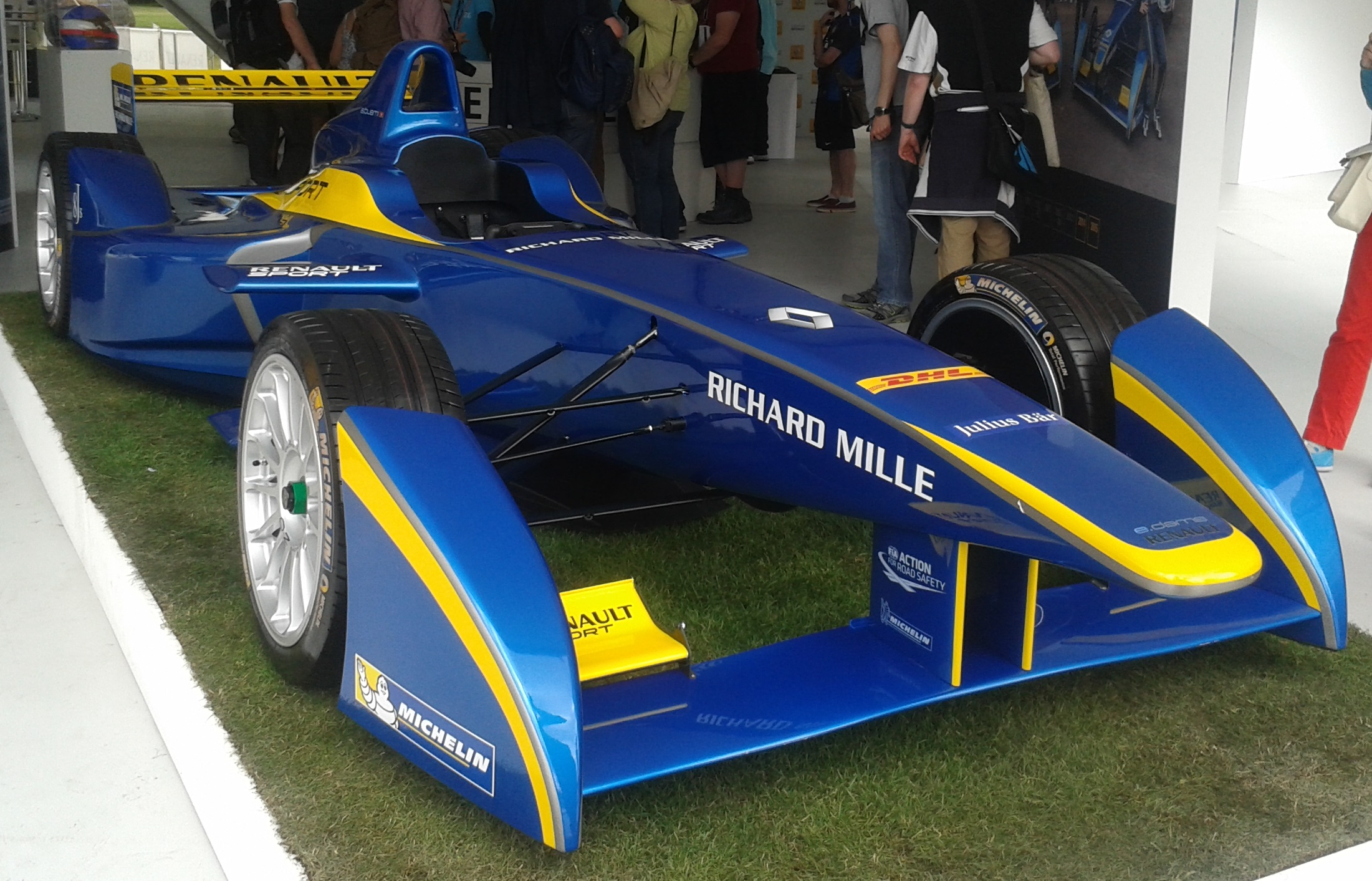
Автомобиль команды Renault e.DAMS Spark-Renault SRT 01E на гонка Формулы-Е в Лондоне 2015 года.

Команда присоединилась к новому чемпионату Формула-E в 2014 году под названием e.DAMS при сотрудничестве с Аленом Простом, титульным спонсором команды стала Renault. Пилотами команды стали Себастьен Буэми и Николя Прост. Себастьен Буэми занял второе место в первом сезоне и стал чемпионом в сезоне 2015/16. В сезоне 2016/17 команда завоевала третий подряд чемпионский титул, но Буэми проиграл титул Лукасу ди Грасси в финальном раунде в Монреале. Буэми также был вынужден пропустить этапы в Нью-Йорке из-за обязательств на чемпионате мира по гонкам на выносливость. Пьер Гасли выступил в качестве замены.
В следующем сезоне, в последнем сезоне команды с Renault, ни один из пилотов не смог выиграть ни одной гонки чемпионата. Лучший результатом стало второе место Буэми в Марракеше. В командном чемпионате e.DAMS стала только пятой. По окончании сезона команду покинул Николя Прост.

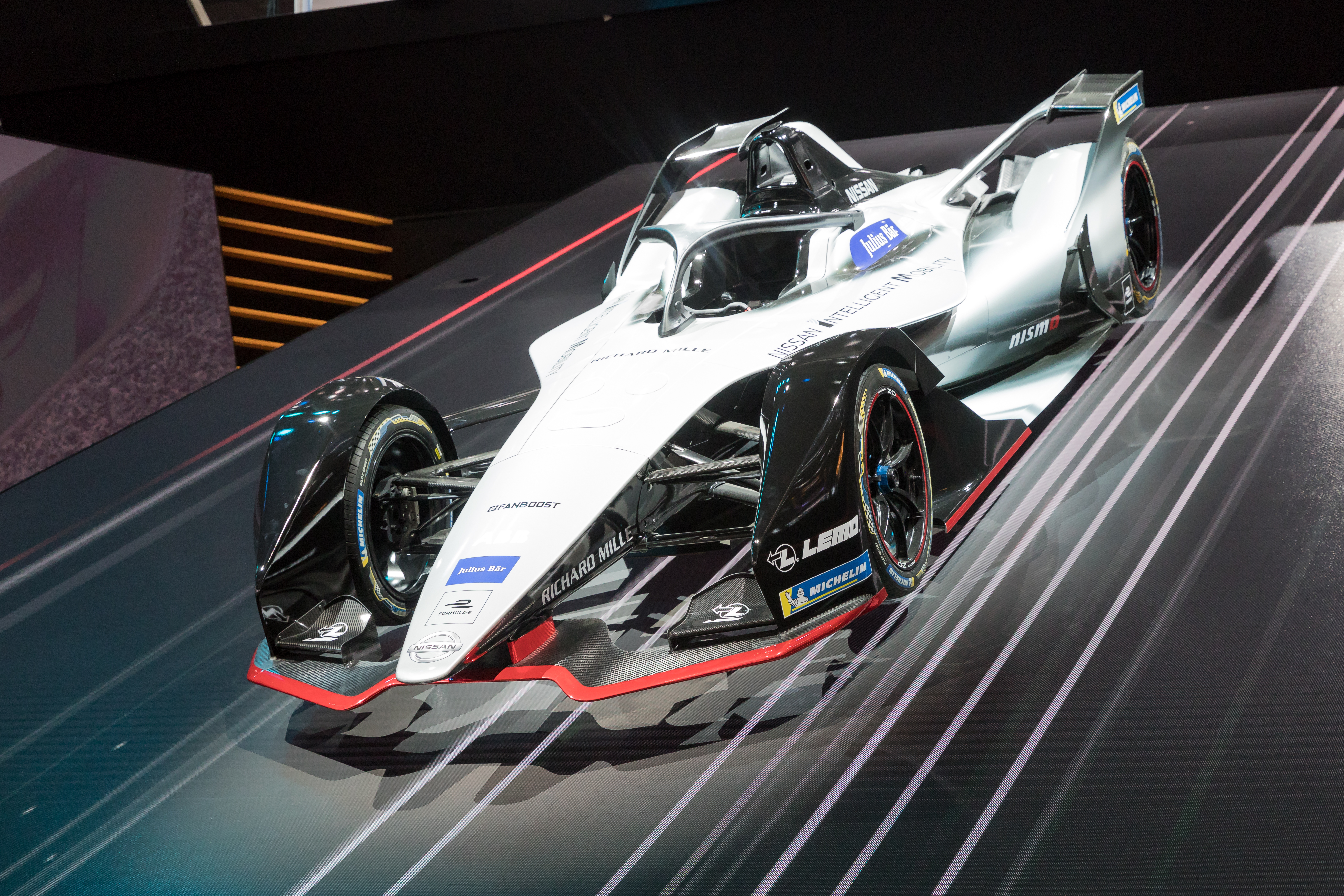
Автомобиль команды Nissan e.DAMS Spark SRT05e на Женевском автосалоне в 2018 году

В сезоне 2018/19 команда перешла на силовые установки Nissan и первоначально подписала контракт с Александром Албоном, однако 26 ноября 2018 года Албон был освобожден от контракта с командой, чтобы вместо Формулы-E выступать в Формулы-1 в 2019 году в команде Toro Rosso. Четыре дня спустя команда подписала контракт с Оливером Роулендом. В сезоне 2018/19 Себастьен Буэми одержал одну победу в первой гонке на еПри Нью-Йорка и занял второе место в чемпионате, Роуленд два раза занял второе место в гонках и занял 10-е место. По итогам сезона команда заняла четвертое место.
В сезоне 2019/20 команда заняла второе место в чемпионате. Себастьен Буэми четыре раза поднялся на подиум, Оливер Роуленд одержал свою первую победу в карьере в Формулы-E в пятой гонке еПри Берлина.
Сезоне 2020/21 стал худшим для команды — пилоты не одержали не одной победы, а лучшим результатом стало второе место Роуленда во второй гонке еПри Берлина, а Буэми ни разу не поднялся на подиум. По итогам сезонам команда заняла только десятое место. По окончании сезона Роуленд покинул команду.
Перед началом сезона 2021/22 Максимилиан Гюнтер подписал контракт с командой.

## Гонки спорткаров

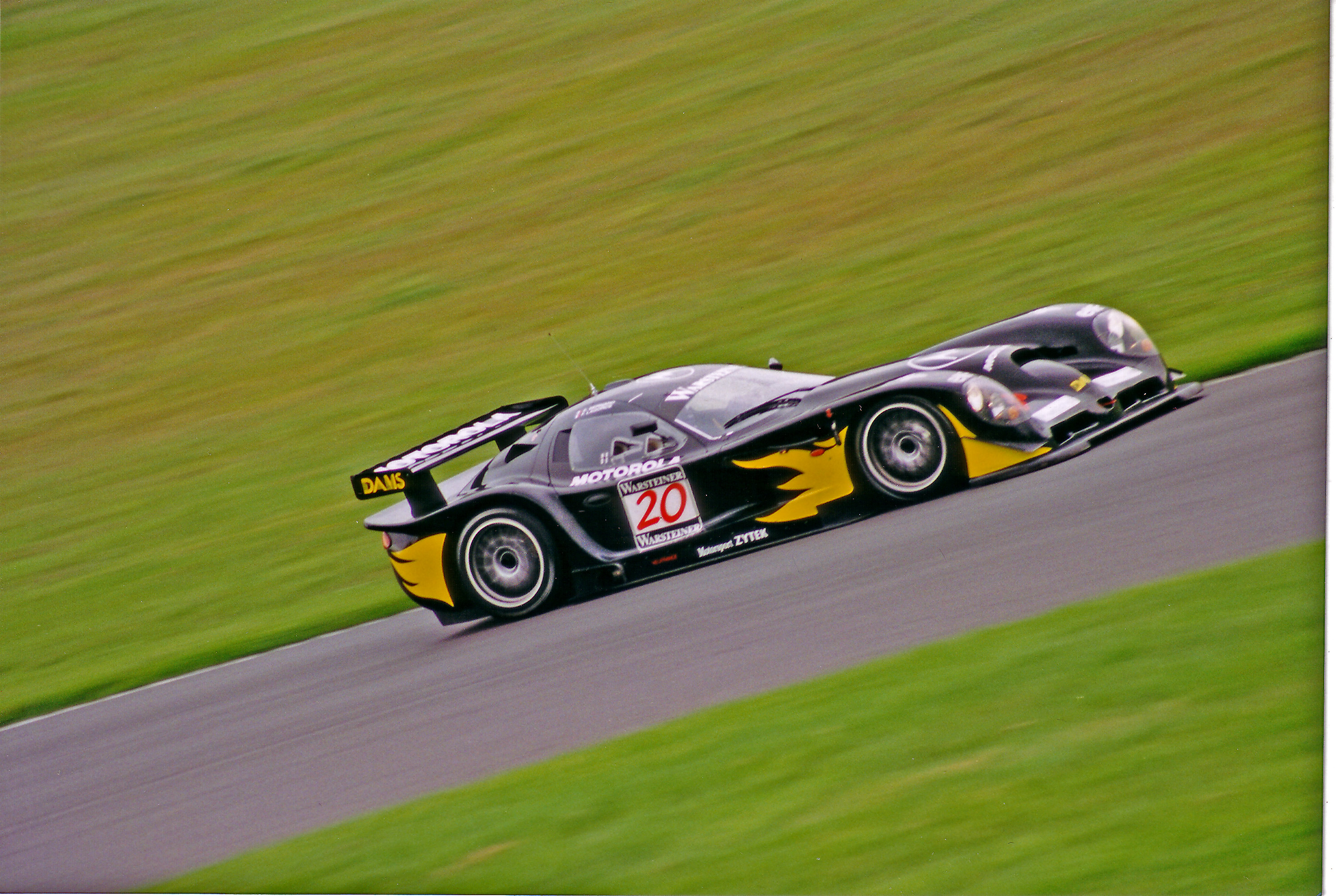
Panoz GTR-1 проведённый командой DAMS в сезоне 1997 FIA GT

Начиная с 1997, Команда Дрио перешла в гонки спорткаров в Чемпионат FIA GT при поддержке Panoz. В следующем году DAMS гонялась на Lola B98/10с двигателем Judd вSportsRacing World Cup, выиграла там четыре гонки, и приняла участие в Американской серии Ле-Ман и 24 часах Ле-Мана.
В 2000 и 2001 DAMS сотрудничали с General Motors, подготавливая прототипы Cadillac Northstar LMP для участия в Американской серии Ле-Ман, FIA Sportscar Championship и 24 часах Ле-Мана, но не смогла показать результаты.
DAMS (совместно с Bob Berridge Racing Lola) помогали в съёмках фильма Мишель Вальян: Жажда скорости на 24 часах Ле-Мана 2002 года на Lola B98/10-Judd в роли Vaillante и Panoz LMP-1 Roadster-S-Élan в роли Leader.

## Результаты выступлений

### Действующие серии

##### Формула-Е
| Сезон   | Шасси                               | Ш | №  | Пилоты          | 1    | 2    | 3    | 4    | 5    | 6    | 7   | 8   | 9   | 10   | 11   | 12   | 13  | 14  | 15  | Очки | Место |
| ------- | ----------------------------------- | - | -- | --------------- | ---- | ---- | ---- | ---- | ---- | ---- | --- | --- | --- | ---- | ---- | ---- | --- | --- | --- | ---- | ----- |
| 2014-15 | Spark-Renault SRT 01E               | M |    |                 | ПЕК  | ПУТ  | ПДЭ  | БУЭ  | МАЙ  | ЛБЧ  | МОН | БЕР | МОС | ЛОН  | ЛОН  |      |     |     |     | 232  | 1     |
| 2014-15 | Spark-Renault SRT 01E               | M | 8  | Николя Прост    | 12†  | 4    | 7    | 2    | 1    | 14   | 6   | 10  | 8   | 7    | 10   |      |     |     |     | 232  | 1     |
| 2014-15 | Spark-Renault SRT 01E               | M | 9  | Себастьян Буэми | Сход | 3    | 1    | Сход | 13   | 4    | 1   | 2   | 9   | 1    | 5    |      |     |     |     | 232  | 1     |
| 2015-16 | Spark-Renault Z.E.15                | M |    |                 | ПЕК  | ПУТ  | ПДЭ  | БУЭ  | МЕХ  | ЛБЧ  | ПАР | БЕР | ЛОН | ЛОН  |      |      |     |     |     | 270  | 1     |
| 2015-16 | Spark-Renault Z.E.15                | M | 8  | Николя Прост    | Сход | 10   | 5    | 5    | 3    | 11   | 4   | 4   | 1   | 1    |      |      |     |     |     | 270  | 1     |
| 2015-16 | Spark-Renault Z.E.15                | M | 9  | Себастьян Буэми | 1    | 12   | 1    | 2    | 2    | 16   | 3   | 1   | 5   | Сход |      |      |     |     |     | 270  | 1     |
| 2016-17 | Spark-Renault Z.E.16                | M |    |                 | ГКГ  | МАР  | БУЭ  | МЕХ  | МОН  | ПАР  | БЕР | БЕР | НЙК | НЙК  | МРЛ  | МРЛ  |     |     |     | 268  | 1     |
| 2016-17 | Spark-Renault Z.E.16                | M | 8  | Николя Прост    | 4    | 4    | 4    | 5    | 9    | 5    | 5   | 8   | 8   | 6    | 6    | Сход |     |     |     | 268  | 1     |
| 2016-17 | Spark-Renault Z.E.16                | M | 9  | Себастьян Буэми | 1    | 1    | 1    | 13   | 1    | 1    | ДСК | 1   |     |      | ДСК  | 11   |     |     |     | 268  | 1     |
| 2016-17 | Spark-Renault Z.E.16                | M | 9  | Пьер Гасли      |      |      |      |      |      |      |     |     | 7   | 4    |      |      |     |     |     | 268  | 1     |
| 2017-18 | Spark-Renault Z.E.17                | M |    |                 | ГКГ  | ГКГ  | МАР  | САН  | МЕХ  | ПДЭ  | РИМ | ПАР | БЕР | ЦЮР  | НЙК  | НЙК  |     |     |     | 133  | 5     |
| 2017-18 | Spark-Renault Z.E.17                | M | 8  | Николя Прост    | 9    | 8    | 13   | 10   | Сход | 15   | 14  | 16  | 14  | Сход | 10   | 11   |     |     |     | 133  | 5     |
| 2017-18 | Spark-Renault Z.E.17                | M | 9  | Себастьян Буэми | 11   | 10   | 2    | 3    | 3    | Сход | 6   | 5   | 4   | 5    | 3    | 4    |     |     |     | 133  | 5     |
| 2018-19 | Spark-Nissan IM01                   | M |    |                 | ДИР  | МАР  | САН  | МЕХ  | ГКГ  | СНЬ  | РИМ | ПАР | МОН | БЕР  | БРН  | НЙК  | НЙК |     |     | 190  | 4     |
| 2018-19 | Spark-Nissan IM01                   | M | 22 | Оливер Роуленд  | 7    | 15   | Сход | 20†  | Сход | 2    | 6   | 12  | 2   | 8    | Сход | 14   | 6   |     |     | 190  | 4     |
| 2018-19 | Spark-Nissan IM01                   | M | 23 | Себастьян Буэми | 6    | 8    | Сход | 21†  | Сход | 8    | 5   | 15  | 5   | 2    | 3    | 1    | 3   |     |     | 190  | 4     |
| 2019-20 | Spark-Nissan IM02                   | M |    |                 | ДИР  | ДИР  | САН  | МЕХ  | МАР  | БЕР  | БЕР | БЕР | БЕР | БЕР  | БЕР  |      |     |     |     | 167  | 2     |
| 2019-20 | Spark-Nissan IM02                   | M | 22 | Оливер Роуленд  | 4    | 5    | 17   | 7    | 9    | 14   | 7   | 6   | 5   | 1    | Сход |      |     |     |     | 167  | 2     |
| 2019-20 | Spark-Nissan IM02                   | M | 23 | Себастьян Буэми | Сход | 12   | 13   | 3    | 4    | 7    | 2G  | 11  | 3   | 10   | 3G   |      |     |     |     | 167  | 2     |
| 2020-21 | Spark-Nissan IM02 Spark-Nissan IM03 | M |    |                 | ДИР  | ДИР  | РИМ  | РИМ  | ВАЛ  | ВАЛ  | МОН | ПУЭ | ПУЭ | НЙК  | НЙК  | ЛОН  | ЛОН | БЕР | БЕР | 97   | 10    |
| 2020-21 | Spark-Nissan IM02 Spark-Nissan IM03 | M | 22 | Оливер Роуленд  | 6    | 7    | 12G  | 16   | ДСК  | 4    | 6   | ДСК | 3   | 7    | 19   | ДСК  | 18  | 13  | 2   | 97   | 10    |
| 2020-21 | Spark-Nissan IM02 Spark-Nissan IM03 | M | 23 | Себастьян Буэми | 13   | Сход | 5    | 10   | Сход | 11   | 11  | ДСК | 14  | 6G   | 15   | ДСК  | 13  | 11  | 14  | 97   | 10    |

† — Пилоты не финишировали в гонке, но были классифицированы как завершившие более 90 % её дистанции.

#### Формула-2
| Сезон | Шасси                      | Ш | №  | Пилоты              | 1         | 2         | 3        | 4        | 5        | 6       | 7        | 8        | 9        | 10        | 11        | 12       | 13       | 14       | 15      | 16       | 17       | 18      | 19       | 20       | 21       | 22       | 23       | 24       | Очки  | Место |
| ----- | -------------------------- | - | -- | ------------------- | --------- | --------- | -------- | -------- | -------- | ------- | -------- | -------- | -------- | --------- | --------- | -------- | -------- | -------- | ------- | -------- | -------- | ------- | -------- | -------- | -------- | -------- | -------- | -------- | ----- | ----- |
| 2017  | Dallara GP2/11-Mecachrome  | P |    |                     | БАХ ГОН   | БАХ СПР   | КАТ ГОН  | КАТ СПР  | МОН ГОН  | МОН СПР | БАК ГОН  | БАК СПР  | РБР ГОН  | РБР СПР   | СИЛ ГОН   | СИЛ СПР  | ХУН ГОН  | ХУН СПР  | СПА ГОН | СПА СПР  | МНЦ ГОН  | МНЦ СПР | ХЕР ГОН  | ХЕР СПР  | ЯСМ ГОН  | ЯСМ СПР  |          |          | 369   | 3     |
| 2017  | Dallara GP2/11-Mecachrome  | P | 9  | Оливер Роуленд      | 5         | 3         | 3        | 2        | 1        | 9       | 7        | Сход     | 4        | 3         | 3         | 17       | 1        | 2        | ДСК     | 8        | Сход     | 11      | 2        | 3        | ДСК      | 7        |          |          | 369   | 3     |
| 2017  | Dallara GP2/11-Mecachrome  | P | 10 | Николас Латифи      | 11        | 4         | 6        | 3        | Сход     | 13      | 3        | 3        | 2        | 8         | 8         | 1        | 2        | 6        | Сход    | 9        | 3        | 16      | 4        | 2        | 5        | 3        |          |          | 369   | 3     |
| 2018  | Dallara F2 2018-Mecachrome | P |    |                     | БАХ ГОН   | БАХ СПР   | БАК ГОН  | БАК СПР  | КАТ ГОН  | КАТ СПР | МОН ГОН  | МОН СПР  | ЛЕК ГОН  | ЛЕК СПР   | РБР ГОН   | РБР СПР  | СИЛ ГОН  | СИЛ СПР  | ХУН ГОН | ХУН СПР  | СПА ГОН  | СПА СПР | МНЦ ГОН  | МНЦ СПР  | СОЧ ГОН  | СОЧ СПР  | ЯСМ ГОН  | ЯСМ СПР  | 303   | 3     |
| 2018  | Dallara F2 2018-Mecachrome | P | 5  | Александр Албон     | 4         | 13        | 1        | 13       | 5        | 2       | Сход     | Сход     | Сход     | 7         | 5         | 5        | 1        | 7        | 5       | 1        | 5        | 3       | 3        | Сход     | 1        | 3        | 14       | 8        | 303   | 3     |
| 2018  | Dallara F2 2018-Mecachrome | P | 6  | Николас Латифи      | 11        | 10        | 5        | 3        | 14       | 8       | 9        | 8        | 7        | 8         | 11        | 8        | 17       | 16       | Сход    | 16       | 8        | 1       | 5        | 4        | 2        | Сход     | Сход     | 15       | 303   | 3     |
| 2019  | Dallara F2 2018-Mecachrome | P |    |                     | БАХ ГОН   | БАХ СПР   | БАК ГОН  | БАК СПР  | КАТ ГОН  | КАТ СПР | МОН ГОН  | МОН СПР  | ЛЕК ГОН  | ЛЕК СПР   | РБР ГОН   | РБР СПР  | СИЛ ГОН  | СИЛ СПР  | ХУН ГОН | ХУН СПР  | СПА ГОН  | СПА СПР | МНЦ ГОН  | МНЦ СПР  | СОЧ ГОН  | СОЧ СПР  | ЯСМ ГОН  | ЯСМ СПР  | 418   | 1     |
| 2019  | Dallara F2 2018-Mecachrome | P | 5  | Серхио Сетте Камара | 3         | 2         | Сход     | 6        | НК       | 17      | 3        | 6        | 2        | 5         | 5         | 1        | 4        | 17       | 5       | 3        | O        | O       | 5        | Сход     | 5        | 6        | 1        | 3        | 418   | 1     |
| 2019  | Dallara F2 2018-Mecachrome | P | 6  | Николас Латифи      | 1         | 3         | 4        | 1        | 1        | 6       | 12       | 10       | 5        | 6         | 9         | 6        | 2        | 5        | 1       | 7        | O        | O       | 12       | 10       | 2        | 4        | 7        | 2        | 418   | 1     |
| 2020  | Dallara F2 2018-Mecachrome | P |    |                     | РБР1 ГОН  | РБР1 СПР  | РБР2 ГОН | РБР2 СПР | ХУН ГОН  | ХУН СПР | СИЛ1 ГОН | СИЛ1 СПР | СИЛ2 ГОН | СИЛ2 СПР  | КАТ ГОН   | КАТ СПР  | СПА ГОН  | СПА СПР  | МНЦ ГОН | МНЦ СПР  | МУД ГОН  | МУД СПР | СОЧ ГОН  | СОЧ СПР  | БАХ1 ГОН | БАХ1 СПР | БАХ2 ГОН | БАХ2 СПР | 115,5 | 8     |
| 2020  | Dallara F2 2018-Mecachrome | P | 1  | Шон Гелаэль         | Сход      | Сход      | 10       | 7        | 17       | 12      | 15       | Сход     | Сход     | НС        | 19        | Т        | Т        | Т        | Т       | Т        | Т        | Т       | Т        | Т        | 13       | 14       | 19       | 17       | 115,5 | 8     |
| 2020  | Dallara F2 2018-Mecachrome | P | 1  | Юри Випс            |           |           |          |          |          |         |          |          |          |           |           |          | 11       | 11       | 11      | 9        | 7        | 3       | Сход     | 18       |          |          |          |          | 115,5 | 8     |
| 2020  | Dallara F2 2018-Mecachrome | P | 2  | Дэн Тиктум          | 5         | 3         | 8        | 2        | 9        | НКЛ     | 8        | 1        | 15       | 7         | 9         | 10       | 6        | 10       | 7       | ДСК      | 17       | 17      | 10       | 8        | 9        | 12       | 8        | 3        | 115,5 | 8     |
| 2021  | Dallara F2 2018-Mecachrome | P |    |                     | БАХ1 СПР1 | БАХ1 СПР2 | БАХ1 ГОН | МОН СПР1 | МОН СПР2 | МОН ГОН | БАК СПР1 | БАК СПР2 | БАК ГОН  | СИЛ1 СПР1 | СИЛ1 СПР2 | СИЛ1 ГОН | МНЦ СПР1 | МНЦ СПР2 | МНЦ ГОН | СОЧ СПР1 | СОЧ СПР2 | СОЧ ГОН | ДЖД СПР1 | ДЖД СПР2 | ДЖД ГОН  | ЯСМ СПР1 | ЯСМ СПР2 | ЯСМ ГОН  | 65    | 8     |
| 2021  | Dallara F2 2018-Mecachrome | P | 16 | Рой Ниссани         | 12        | 15        | Сход     | 3        | Сход     | 9       | 16       | 16       | 16       | Сход      | 12        | 16       | Сход     | 18       | 8       | 16       | О        | 15      | 13       | 11       | 15       | 14       | 17       | 13       | 65    | 8     |
| 2021  | Dallara F2 2018-Mecachrome | P | 17 | Маркус Армстронг    | Сход      | 10        | 5        | 10       | Сход     | Сход    | 7        | Сход     | Сход     | 9         | 2         | 12       | 11       | 15       | 9       | 11       | О        | 11      | 1        | Сход     | 8        | 10       | Сход     | 7        | 65    | 8     |

### Бывшие серии

#### Результаты выступлений в GP2 и Формуле-3000
| Результаты выступлений в GP2 | Результаты выступлений в GP2 | Результаты выступлений в GP2 | Результаты выступлений в GP2 | Результаты выступлений в GP2 | Результаты выступлений в GP2 | Результаты выступлений в GP2 | Результаты выступлений в GP2 | Результаты выступлений в GP2 | Результаты выступлений в GP2 | Результаты выступлений в GP2 |
| Год                          | Болид                        | Пилоты                       | Гонки                        | Победы                       | Поулы                        | БК                           | Подиумы                      | Очки                         | ЛЗ                           | КЗ                           |
| ---------------------------- | ---------------------------- | ---------------------------- | ---------------------------- | ---------------------------- | ---------------------------- | ---------------------------- | ---------------------------- | ---------------------------- | ---------------------------- | ---------------------------- |
| 2005                         | Dallara-Mecachrome           | Хосе Мария Лопес             | 22                           | 1                            | 0                            | 0                            | 3                            | 36                           | 9                            | 7                            |
| 2005                         | Dallara-Mecachrome           | Файруз Фаузи                 | 22                           | 0                            | 0                            | 0                            | 0                            | 0                            | 24                           | 7                            |
| 2006                         | Dallara-Mecachrome           | Франк Перера                 | 21                           | 0                            | 0                            | 0                            | 1                            | 8                            | 17                           | 12                           |
| 2006                         | Dallara-Mecachrome           | Фердинандо Монфардини        | 20                           | 0                            | 0                            | 0                            | 0                            | 6                            | 21                           | 12                           |
| 2007                         | Dallara-Mecachrome           | Кадзуки Накадзима            | 21                           | 0                            | 1                            | 3                            | 5                            | 44                           | 5                            | 5                            |
| 2007                         | Dallara-Mecachrome           | Николя Лапьер                | 20                           | 2                            | 1                            | 2                            | 2                            | 23                           | 12                           | 5                            |
| 2008                         | Dallara-Mecachrome           | Жером Д’Амброзио             | 20                           | 0                            | 0                            | 0                            | 2                            | 21                           | 11                           | 8                            |
| 2008                         | Dallara-Mecachrome           | Камуи Кобаяси                | 20                           | 1                            | 0                            | 2                            | 1                            | 10                           | 16                           | 8                            |
| 2009                         | Dallara-Mecachrome           | Жером Д’Амброзио             | 20                           | 0                            | 0                            | 0                            | 3                            | 29                           | 9                            | 6                            |
| 2009                         | Dallara-Mecachrome           | Камуи Кобаяси                | 20                           | 0                            | 0                            | 0                            | 1                            | 13                           | 16                           | 6                            |
| 2010                         | Dallara-Mecachrome           | Жером Д’Амброзио             | 18                           | 1                            | 1                            | 0                            | 2                            | 21                           | 12                           | 6                            |
| 2010                         | Dallara-Mecachrome           | Ромен Грожан                 | 8                            | 0                            | 0                            | 0                            | 2                            | 14                           | 14                           | 6                            |
| 2010                         | Dallara-Mecachrome           | Тун Хопинь                   | 14                           | 0                            | 0                            | 0                            | 0                            | 0                            | 28                           | 6                            |
| 2011                         | Dallara-Mecachrome           | Ромен Грожан                 | 18                           | 5                            | 1                            | 6                            | 10                           | 89                           | 1                            | 2                            |
| 2011                         | Dallara-Mecachrome           | Пол Вархауг                  | 18                           | 0                            | 0                            | 0                            | 0                            | 0                            | 23                           | 2                            |
| 2012                         | Dallara-Mecachrome           | Давиде Вальсекки             | 24                           | 4                            | 2                            | 5                            | 10                           | 247                          | 1                            | 1                            |
| 2012                         | Dallara-Mecachrome           | Фелипе Наср                  | 24                           | 0                            | 0                            | 0                            | 4                            | 95                           | 10                           | 1                            |
| 2013                         | Dallara-Mecachrome           | Маркус Эрикссон              | 22                           | 1                            | 2                            | 4                            | 5                            | 121                          | 6                            | 4                            |
| 2013                         | Dallara-Mecachrome           | Стефан Рикельми              | 22                           | 0                            | 1                            | 0                            | 1                            | 103                          | 8                            | 4                            |
| 2014                         | Dallara-Mecachrome           | Джолион Палмер               | 22                           | 4                            | 3                            | 6                            | 12                           | 276                          | 1                            | 1                            |
| 2014                         | Dallara-Mecachrome           | Стефан Рикельми              | 22                           | 1                            | 1                            | 0                            | 2                            | 73                           | 9                            | 1                            |
| 2015                         | Dallara-Mecachrome           | Пьер Гасли                   | 21                           | 0                            | 3                            | 1                            | 4                            | 110                          | 8                            | 4                            |
| 2015                         | Dallara-Mecachrome           | Алекс Линн                   | 21                           | 2                            | 2                            | 1                            | 4                            | 110                          | 6                            | 4                            |
| 2016                         | Dallara-Mecachrome           | Алекс Линн                   | 22                           | 3                            | 0                            | 0                            | 5                            | 124                          | 6                            | 5                            |
| 2016                         | Dallara-Mecachrome           | Николас Латифи               | 22                           | 0                            | 0                            | 0                            | 1                            | 23                           | 16                           | 5                            |

| Результаты выступлений в Формуле-3000 | Результаты выступлений в Формуле-3000 | Результаты выступлений в Формуле-3000 | Результаты выступлений в Формуле-3000 | Результаты выступлений в Формуле-3000 | Результаты выступлений в Формуле-3000 | Результаты выступлений в Формуле-3000 | Результаты выступлений в Формуле-3000 | Результаты выступлений в Формуле-3000 | Результаты выступлений в Формуле-3000 |
| Год                                   | Болид                                 | Пилоты                                | Гонки                                 | Победы                                | Поулы                                 | БК                                    | Очки                                  | ЛЗ                                    | КЗ                                    |
| ------------------------------------- | ------------------------------------- | ------------------------------------- | ------------------------------------- | ------------------------------------- | ------------------------------------- | ------------------------------------- | ------------------------------------- | ------------------------------------- | ------------------------------------- |
| 1989                                  | Lola-Mugen                            | Эрик Кома                             | 9                                     | 2                                     | 2                                     | 3                                     | 39                                    | 2                                     | 1                                     |
| 1989                                  | Lola-Mugen                            | Эрик Бернар                           | 10                                    | 1                                     | 3                                     | 3                                     | 25                                    | 3                                     | 1                                     |
| 1990                                  | Lola-Mugen                            | Эрик Кома                             | 11                                    | 4                                     | 3                                     | 2                                     | 51                                    | 1                                     | 1                                     |
| 1990                                  | Lola-Mugen                            | Алан Макниш                           | 11                                    | 2                                     | 1                                     | 1                                     | 26                                    | 4                                     | 1                                     |
| 1991                                  | Lola-Mugen                            | Лоран Айелло                          | 9                                     | 0                                     | 1                                     | 0                                     | 4                                     | 15                                    | 8                                     |
| 1991                                  | Lola-Mugen                            | Алан Макниш                           | 8                                     | 0                                     | 0                                     | 0                                     | 2                                     | 16                                    | 8                                     |
| 1992                                  | Lola-Cosworth                         | Жан-Марк Гунон                        | 10                                    | 1                                     | 0                                     | 0                                     | 19                                    | 6                                     | 5                                     |
| 1992                                  | Lola-Cosworth                         | Фредерик Госпарини                    | 7                                     | 0                                     | 0                                     | 0                                     | 0                                     | НКЛ                                   | 5                                     |
| 1992                                  | Lola-Cosworth                         | Jérôme Policand                       | 9                                     | 0                                     | 0                                     | 0                                     | 0                                     | НКЛ                                   | 5                                     |
| 1992                                  | Lola-Cosworth                         | Эрик Элари                            | 1                                     | 0                                     | 0                                     | 0                                     | 0                                     | НКЛ                                   | 5                                     |
| 1993                                  | Reynard-Cosworth                      | Оливье Панис                          | 9                                     | 3                                     | 2                                     | 2                                     | 32                                    | 1                                     | 1                                     |
| 1993                                  | Reynard-Cosworth                      | Франк Лагорс                          | 8                                     | 2                                     | 1                                     | 1                                     | 21                                    | 4                                     | 1                                     |
| 1994                                  | Reynard-Cosworth                      | Жан-Кристоф Буйон                     | 8                                     | 3                                     | 0                                     | 1                                     | 36                                    | 1                                     | 1                                     |
| 1994                                  | Reynard-Cosworth                      | Guillaume Gomez                       | 8                                     | 0                                     | 1                                     | 0                                     | 12                                    | 7                                     | 1                                     |
| 1995                                  | Reynard-Cosworth                      | Тарсу Маркес                          | 7                                     | 1                                     | 2                                     | 2                                     | 15                                    | 5                                     | 4                                     |
| 1995                                  | Reynard-Cosworth                      | Guillaume Gomez                       | 7                                     | 0                                     | 1                                     | 2                                     | 8                                     | 8                                     | 4                                     |
| 1996                                  | Lola-Zytek Judd                       | Лоран Редон                           | 9                                     | 0                                     | 0                                     | 0                                     | 7                                     | 8                                     | 8                                     |
| 1996                                  | Lola-Zytek Judd                       | Жан-Филипп Белок                      | 10                                    | 0                                     | 0                                     | 0                                     | 0                                     | НКЛ                                   | 8                                     |
| 1997                                  | Lola-Zytek Judd                       | Джейми Дэвис                          | 9                                     | 1                                     | 1                                     | 1                                     | 22                                    | 4                                     | 5                                     |
| 1997                                  | Lola-Zytek Judd                       | Grégoire de Galzain                   | 6                                     | 0                                     | 0                                     | 0                                     | 0                                     | НКЛ                                   | 5                                     |
| 1998                                  | Lola-Zytek Judd                       | Джейми Дэвис                          | 12                                    | 0                                     | 0                                     | 0                                     | 8                                     | 10                                    | 9                                     |
| 1998                                  | Lola-Zytek Judd                       | Grégoire de Galzain                   | 9                                     | 0                                     | 0                                     | 0                                     | 0                                     | НКЛ                                   | 9                                     |
| 1999                                  | Lola-Zytek                            | Франк Монтаньи                        | 10                                    | 0                                     | 0                                     | 0                                     | 6                                     | 10                                    | 10                                    |
| 1999                                  | Lola-Zytek                            | David Terrien                         | 6                                     | 0                                     | 0                                     | 0                                     | 0                                     | НКЛ                                   | 10                                    |
| 2000                                  | Lola-Zytek                            | Франк Монтаньи                        | 10                                    | 0                                     | 0                                     | 0                                     | 5                                     | 15                                    | 11                                    |
| 2000                                  | Lola-Zytek                            | Кристиан Колби                        | 6                                     | 0                                     | 0                                     | 0                                     | 2                                     | 23                                    | 11                                    |
| 2001                                  | Lola-Zytek                            | Себастьен Бурде                       | 12                                    | 1                                     | 1                                     | 1                                     | 26                                    | 4                                     | 4                                     |
| 2001                                  | Lola-Zytek                            | Дерек Хилл                            | 12                                    | 0                                     | 0                                     | 0                                     | 0                                     | НКЛ                                   | 4                                     |

| Результаты выступлений в GP3 | Результаты выступлений в GP3 | Результаты выступлений в GP3 | Результаты выступлений в GP3 | Результаты выступлений в GP3 | Результаты выступлений в GP3 | Результаты выступлений в GP3 | Результаты выступлений в GP3 | Результаты выступлений в GP3 | Результаты выступлений в GP3 | Результаты выступлений в GP3 |
| Год                          | Болид                        | Пилоты                       | Гонки                        | Победы                       | Поулы                        | БК                           | Подиумы                      | Очки                         | ЛЗ                           | КЗ                           |
| ---------------------------- | ---------------------------- | ---------------------------- | ---------------------------- | ---------------------------- | ---------------------------- | ---------------------------- | ---------------------------- | ---------------------------- | ---------------------------- | ---------------------------- |
| 2016                         | Dallara-Mecachrome           | Сантино Феруччи              | 16                           | 0                            | 0                            | 0                            | 1                            | 34                           | 12                           | 5                            |
| 2016                         | Dallara-Mecachrome           | Джейк Хьюз                   | 16                           | 1                            | 1                            | 2                            | 3                            | 69                           | 9                            | 5                            |
| 2016                         | Dallara-Mecachrome           | Кевин Йорг                   | 16                           | 0                            | 0                            | 0                            | 0                            | 13                           | 17                           | 5                            |
| 2017                         | Dallara-Mecachrome           | Дэн Тиктум                   | 5                            | 0                            | 0                            | 0                            | 1                            | 1                            | 11                           | 6                            |
| 2017                         | Dallara-Mecachrome           | Татьяна Кальдерон            | 15                           | 0                            | 0                            | 0                            | 0                            | 7                            | 18                           | 6                            |
| 2017                         | Dallara-Mecachrome           | Сантино Феруччи              | 6                            | 0                            | 0                            | 0                            | 0                            | 3                            | 19                           | 6                            |
| 2017                         | Dallara-Mecachrome           | Бруно Батиста                | 15                           | 0                            | 0                            | 0                            | 0                            | 1                            | 20                           | 6                            |
| 2017                         | Dallara-Mecachrome           | Матьё Ваксивер               | 4                            | 0                            | 0                            | 0                            | 0                            | 0                            | 22                           | 6                            |

- ЛЗ = позиция в личном зачёте, КЗ = позиция в командном зачёте, БК = количество быстрых кругов.

#### А1 Гран-при и Формула-Рено
| Результаты выступлений в А1 Гран-при | Результаты выступлений в А1 Гран-при | Результаты выступлений в А1 Гран-при | Результаты выступлений в А1 Гран-при | Результаты выступлений в А1 Гран-при | Результаты выступлений в А1 Гран-при | Результаты выступлений в А1 Гран-при | Результаты выступлений в А1 Гран-при | Результаты выступлений в А1 Гран-при |
| Год                                  | Болид                                | Пилоты                               | Гонки                                | Победы                               | Поулы                                | БК                                   | Очки                                 | КЗ                                   |
| ------------------------------------ | ------------------------------------ | ------------------------------------ | ------------------------------------ | ------------------------------------ | ------------------------------------ | ------------------------------------ | ------------------------------------ | ------------------------------------ |
| 2005-06                              | Lola-Zytek                           | Франция                              | 22                                   | 13                                   | 3                                    | 5                                    | 172                                  | 1                                    |
| 2005-06                              | Lola-Zytek                           | Швейцария                            | 22                                   | 1                                    | 2                                    | 0                                    | 121                                  | 2                                    |
| 2005-06                              | Lola-Zytek                           | Мексика                              | 22                                   | 1                                    | 1                                    | 0                                    | 59                                   | 10                                   |
| 2006-07                              | Lola-Zytek                           | Франция                              | 22                                   | 0                                    | 0                                    | 0                                    | 67                                   | 4                                    |
| 2006-07                              | Lola-Zytek                           | Мексика                              | 22                                   | 0                                    | 0                                    | 1                                    | 35                                   | 10                                   |
| 2006-07                              | Lola-Zytek                           | Южная Африка                         | 22                                   | 1                                    | 1                                    | 1                                    | 24                                   | 14                                   |
| 2007-08                              | Lola-Zytek                           | Франция                              | 20                                   | 1                                    | 2                                    | 1                                    | 118                                  | 4                                    |
| 2007-08                              | Lola-Zytek                           | Мексика                              | 20                                   | 0                                    | 0                                    | 1                                    | 22                                   | 16                                   |
| 2007-08                              | Lola-Zytek                           | Южная Африка                         | 20                                   | 2                                    | 4                                    | 2                                    | 96                                   | 5                                    |

| Результаты выступлений в Мировой серии Рено | Результаты выступлений в Мировой серии Рено | Результаты выступлений в Мировой серии Рено | Результаты выступлений в Мировой серии Рено | Результаты выступлений в Мировой серии Рено | Результаты выступлений в Мировой серии Рено | Результаты выступлений в Мировой серии Рено | Результаты выступлений в Мировой серии Рено | Результаты выступлений в Мировой серии Рено | Результаты выступлений в Мировой серии Рено | Результаты выступлений в Мировой серии Рено |
| Год                                         | Болид                                       | Пилоты                                      | Гонки                                       | Победы                                      | Поулы                                       | БК                                          | Подиумы                                     | Очки                                        | ЛЗ                                          | КЗ                                          |
| ------------------------------------------- | ------------------------------------------- | ------------------------------------------- | ------------------------------------------- | ------------------------------------------- | ------------------------------------------- | ------------------------------------------- | ------------------------------------------- | ------------------------------------------- | ------------------------------------------- | ------------------------------------------- |
| 2005                                        | Dallara-Renault                             | Алкс Даниэльссон                            | 7                                           | 0                                           | 0                                           | 0                                           | 1                                           | 32                                          | 15                                          | 11                                          |
| 2005                                        | Dallara-Renault                             | Пастор Мальдонадо                           | 5                                           | 0                                           | 0                                           | 0                                           | 0                                           | 4                                           | 25                                          | 11                                          |
| 2005                                        | Dallara-Renault                             | Фердинандо Монфардини                       | 1                                           | 0                                           | 0                                           | 0                                           | 0                                           | 1                                           | 28                                          | 11                                          |
| 2005                                        | Dallara-Renault                             | Алекс Ллойд                                 | 1                                           | 0                                           | 0                                           | 0                                           | 0                                           | 0                                           | 40                                          | 11                                          |
| 2005                                        | Dallara-Renault                             | Николя Прост                                | 1                                           | 0                                           | 0                                           | 0                                           | 0                                           | 0                                           | 41                                          | 11                                          |
| 2005                                        | Dallara-Renault                             | Раффаеле Джанмария                          | 3                                           | 0                                           | 0                                           | 0                                           | 0                                           | 0                                           | 43                                          | 11                                          |
| 2012                                        | Dallara-Zytek                               | Артур Пик                                   | 17                                          | 1                                           | 2                                           | 2                                           | 2                                           | 102                                         | 8                                           | 9                                           |
| 2012                                        | Dallara-Zytek                               | Лукас Форести                               | 17                                          | 0                                           | 0                                           | 0                                           | 0                                           | 8                                           | 23                                          | 9                                           |
| 2013                                        | Dallara-Zytek                               | Кевин Магнуссен                             | 17                                          | 5                                           | 8                                           | 4                                           | 13                                          | 274                                         | 1                                           | 1                                           |
| 2013                                        | Dallara-Zytek                               | Норман Нато                                 | 17                                          | 0                                           | 1                                           | 0                                           | 0                                           | 33                                          | 13                                          | 1                                           |
| 2014                                        | Dallara-Zytek                               | Карлос Сайнц-мл                             | 17                                          | 7                                           | 7                                           | 6                                           | 7                                           | 227                                         | 1                                           | 1                                           |
| 2014                                        | Dallara-Zytek                               | Норман Нато                                 | 17                                          | 2                                           | 1                                           | 1                                           | 2                                           | 89                                          | 7                                           | 1                                           |
| 2015                                        | Dallara-Zytek                               | Ник де Врис                                 | 17                                          | 1                                           | 1                                           | 1                                           | 6                                           | 160                                         | 3                                           | 2                                           |
| 2015                                        | Dallara-Zytek                               | Дэн Стоунмен                                | 17                                          | 0                                           | 0                                           | 0                                           | 4                                           | 130                                         | 6                                           | 2                                           |

| Результаты выступлений в Формуле-Рено V6 Еврокубок | Результаты выступлений в Формуле-Рено V6 Еврокубок | Результаты выступлений в Формуле-Рено V6 Еврокубок | Результаты выступлений в Формуле-Рено V6 Еврокубок | Результаты выступлений в Формуле-Рено V6 Еврокубок | Результаты выступлений в Формуле-Рено V6 Еврокубок | Результаты выступлений в Формуле-Рено V6 Еврокубок | Результаты выступлений в Формуле-Рено V6 Еврокубок | Результаты выступлений в Формуле-Рено V6 Еврокубок | Результаты выступлений в Формуле-Рено V6 Еврокубок |
| Год                                                | Болид                                              | Пилоты                                             | Гонки                                              | Победы                                             | Поулы                                              | БК                                                 | Очки                                               | ЛЗ                                                 | КЗ                                                 |
| -------------------------------------------------- | -------------------------------------------------- | -------------------------------------------------- | -------------------------------------------------- | -------------------------------------------------- | -------------------------------------------------- | -------------------------------------------------- | -------------------------------------------------- | -------------------------------------------------- | -------------------------------------------------- |
| 2003                                               | Tatuus-Renault V4Y RS                              | Хосе Мария Лопес                                   | 18                                                 | 5                                                  | 8                                                  | 7                                                  | 505                                                | 1                                                  | 2                                                  |
| 2003                                               | Tatuus-Renault V4Y RS                              | Давиде ди Бенедетто                                | 1                                                  | 0                                                  | 0                                                  | 0                                                  | 14                                                 | 9†                                                 | 2                                                  |
| 2003                                               | Tatuus-Renault V4Y RS                              | Christian Murchison                                | 7                                                  | 0                                                  | 0                                                  | 0                                                  | 69                                                 | 10                                                 | 2                                                  |
| 2003                                               | Tatuus-Renault V4Y RS                              | Mike den Tandt                                     | 3                                                  | 0                                                  | 0                                                  | 0                                                  | 62                                                 | 11                                                 | 2                                                  |
| 2003                                               | Tatuus-Renault V4Y RS                              | Адам Лэнгли Хан                                    | 6                                                  | 0                                                  | 0                                                  | 0                                                  | 4                                                  | 22                                                 | 2                                                  |
| 2004                                               | Tatuus-Renault V4Y RS                              | Нил Яни                                            | 10                                                 | 4                                                  | 7                                                  |                                                    | 239                                                | 4                                                  | 3                                                  |
| 2004                                               | Tatuus-Renault V4Y RS                              | Брюс Лорье-Ру                                      | 8                                                  | 0                                                  | 0                                                  |                                                    | 72                                                 | 14                                                 | 3                                                  |
| 2004                                               | Tatuus-Renault V4Y RS                              | Хосе Мария Лопес                                   | 2                                                  | 0                                                  | 0                                                  |                                                    | 2                                                  | 27                                                 | 3                                                  |

- ЛЗ = позиция в личном зачёте, КЗ = позиция в командном зачёте, БК = количество быстрых кругов.

#### Результаты выступлений в гонках спорткаров
| Результаты выступлений в 24 часах Ле-Мана | Результаты выступлений в 24 часах Ле-Мана | Результаты выступлений в 24 часах Ле-Мана | Результаты выступлений в 24 часах Ле-Мана | Результаты выступлений в 24 часах Ле-Мана                                            | Результаты выступлений в 24 часах Ле-Мана     | Результаты выступлений в 24 часах Ле-Мана | Результаты выступлений в 24 часах Ле-Мана | Результаты выступлений в 24 часах Ле-Мана | Результаты выступлений в 24 часах Ле-Мана | Результаты выступлений в 24 часах Ле-Мана |
| Год                                       | Класс                                     | №                                         | Шины                                      | Машина                                                                               | Пилоты                                        | Поулы                                     | БК                                        | Круги                                     | Поз.                                      | Класс Поз.                                |
| ----------------------------------------- | ----------------------------------------- | ----------------------------------------- | ----------------------------------------- | ------------------------------------------------------------------------------------ | --------------------------------------------- | ----------------------------------------- | ----------------------------------------- | ----------------------------------------- | ----------------------------------------- | ----------------------------------------- |
| 1997                                      | GT1                                       | 52                                        | M                                         | Panoz Esperante GTR-1 Ford (Roush) 6.0L V8                                           | Франк Лагорс Эрик Бернар Жан-Кристоф Буйон    | нет                                       | нет                                       | 149 (НФ)                                  | 28                                        | 13                                        |
| 1998                                      | GT1                                       | 44                                        | M                                         | Panoz Esperante GTR-1 Ford (Roush) 6.0L V8 совместно с Panoz Motorsports Inc.        | Эрик Бернар Кристоф Тинсо Джонни О’Коннелл    | нет                                       | нет                                       | 236 (НФ)                                  | 26                                        | 11                                        |
| 1999                                      | LMP                                       | 25                                        | P                                         | Lola B98/10 Judd GV4 4.0L V10                                                        | Кристоф Тинсо Франк Монтаньи Давид Террьен    | нет                                       | нет                                       | 77 (НФ)                                   | 37                                        | 15                                        |
| 2000                                      | LMP900                                    | 3                                         | P                                         | Cadillac Northstar LMP Cadillac Northstar 4.0L Turbo V8                              | Эрик Бернар Эммануэль Коллар Франк Монтаньи   | нет                                       | нет                                       | 300                                       | 19                                        | 9                                         |
| 2000                                      | LMP900                                    | 4                                         | P                                         | Cadillac Northstar LMP Cadillac Northstar 4.0L Turbo V8                              | Марк Гузенс Кристоф Тинсо Кристиан Колби      | нет                                       | нет                                       | 4 (НФ)                                    | 47                                        | 19                                        |
| 2001                                      | LMP900                                    | 6                                         | M                                         | Cadillac Northstar LMP Cadillac Northstar 4.0L Turbo V8                              | Уэн Тэйлор Макс Анджелелли Кристоф Тинсо      | нет                                       | нет                                       | 270                                       | 15                                        | 5                                         |
| 2001                                      | LMP900                                    | 5                                         | M                                         | Cadillac Northstar LMP Cadillac Northstar 4.0L Turbo V8                              | Эрик Бернар Эммануэль Коллар Марк Гузенс      | нет                                       | нет                                       | 56 (НФ)                                   | 38                                        | 15                                        |
| 2002                                      | LMP900                                    | 10                                        | M                                         | Lola B98/10 Judd GV4 4.0L V10 (Vaillante Camera Car) совместно с Bob Berridge Racing | Филипп Гаше Эмануэле Клерико Мишель Неугартен | нет                                       | нет                                       | 150 (НКЛ)                                 | 27                                        | 12                                        |
| 2002                                      | LMP900                                    | 22                                        | M                                         | Panoz LMP-1 Roadster-S Élan 6L8 6.0L V8 (Leader Camera Car)                          | Жером Поликан Марк Дуэз Перри Маккарти        | нет                                       | нет                                       | 98 (НФ)                                   | 42                                        | 18                                        |

| результаты выступлений в Американской серии Ле-Ман | результаты выступлений в Американской серии Ле-Ман | результаты выступлений в Американской серии Ле-Ман | результаты выступлений в Американской серии Ле-Ман | результаты выступлений в Американской серии Ле-Ман | результаты выступлений в Американской серии Ле-Ман | результаты выступлений в Американской серии Ле-Ман | результаты выступлений в Американской серии Ле-Ман | результаты выступлений в Американской серии Ле-Ман | результаты выступлений в Американской серии Ле-Ман |
| Год                                                | Класс                                              | Машина                                             | Пилоты                                             | Гонки                                              | Победы                                             | Поулы                                              | БК                                                 | Очки                                               | КЗ                                                 |
| -------------------------------------------------- | -------------------------------------------------- | -------------------------------------------------- | -------------------------------------------------- | -------------------------------------------------- | -------------------------------------------------- | -------------------------------------------------- | -------------------------------------------------- | -------------------------------------------------- | -------------------------------------------------- |
| 1999                                               | LMP                                                | Lola B98/10-Judd                                   | Жан-Марк Гунон Кристоф Тинсо Франк Монтаньи        | 4                                                  | 0                                                  | 0                                                  | 0                                                  | 26                                                 | 14                                                 |
| 2000                                               | LMP                                                | Cadillac Northstar LMP-Cadillac Northstar          | Эрик Бернар Эммануэль Коллар                       | 1                                                  | 0                                                  | 0                                                  | 0                                                  | 87                                                 | 7                                                  |
| 2000                                               | LMP                                                | Cadillac Northstar LMP-Cadillac Northstar          | Кристоф Тинсо Марк Гузенс                          | 1                                                  | 0                                                  | 0                                                  | 0                                                  | 87                                                 | 7                                                  |

| Результаты выступлений в FIA Sportscar Championship | Результаты выступлений в FIA Sportscar Championship | Результаты выступлений в FIA Sportscar Championship | Результаты выступлений в FIA Sportscar Championship | Результаты выступлений в FIA Sportscar Championship | Результаты выступлений в FIA Sportscar Championship | Результаты выступлений в FIA Sportscar Championship | Результаты выступлений в FIA Sportscar Championship | Результаты выступлений в FIA Sportscar Championship | Результаты выступлений в FIA Sportscar Championship |
| Год                                                 | Класс                                               | Машина                                              | Пилоты                                              | Гонки                                               | Победы                                              | Поулы                                               | БК                                                  | Очки                                                | КЗ                                                  |
| --------------------------------------------------- | --------------------------------------------------- | --------------------------------------------------- | --------------------------------------------------- | --------------------------------------------------- | --------------------------------------------------- | --------------------------------------------------- | --------------------------------------------------- | --------------------------------------------------- | --------------------------------------------------- |
| 1999                                                | SR                                                  | Lola B98/10-Judd GV4 4.0L V10                       | Жан-Марк Гунон Кристоф Тинсо Эрик Бернар            | 10                                                  | 3                                                   | 5                                                   | 3                                                   | 80                                                  | 3                                                   |
| 2000                                                | SR                                                  | Cadillac Northstar LMP-Cadillac Northstar           | Эрик Бернар Эммануэль Коллар                        | 3                                                   | 0                                                   | 0                                                   | 0                                                   | 14                                                  | 8                                                   |
| 2000                                                | SR                                                  | Cadillac Northstar LMP-Cadillac Northstar           | Кристоф Тинсо Марк Гузенс                           | 3                                                   | 0                                                   | 0                                                   | 0                                                   | 14                                                  | 8                                                   |

| Результаты выступлений в FIA GT | Результаты выступлений в FIA GT | Результаты выступлений в FIA GT            | Результаты выступлений в FIA GT                                      | Результаты выступлений в FIA GT | Результаты выступлений в FIA GT | Результаты выступлений в FIA GT | Результаты выступлений в FIA GT | Результаты выступлений в FIA GT | Результаты выступлений в FIA GT |
| Год                             | Класс                           | Машина                                     | Пилоты                                                               | Гонки                           | Победы                          | Поулы                           | БК                              | Очки                            | КЗ                              |
| ------------------------------- | ------------------------------- | ------------------------------------------ | -------------------------------------------------------------------- | ------------------------------- | ------------------------------- | ------------------------------- | ------------------------------- | ------------------------------- | ------------------------------- |
| 1997                            | GT1                             | Panoz Esperante GTR-1 Ford (Roush) 6.0L V8 | Франк Лагорс Эрик Бернар                                             | 9                               | 0                               | 0                               | 0                               | 0                               | НКЛ                             |
| 1998                            | GT1                             | Panoz Esperante GTR-1 Ford (Roush) 6.0L V8 | Эрик Бернар Дэвид Брэбэм Джонни О’Коннелл Кристоф Тинсо Франк Лагорс | 10                              | 0                               | 0                               | 0                               | 17                              | 5                               |

- ЛЗ = позиция в личном зачёте, КЗ = позиция в командном зачёте, БК = количество быстрых кругов.